# Nokia C7
 (mars 2014).
Si vous disposez d'ouvrages ou d'articles de référence ou si vous connaissez des sites web de qualité traitant du thème abordé ici, merci de compléter l'article en donnant les références utiles à sa vérifiabilité et en les liant à la section « Notes et références ».
Le Nokia C7 est un téléphone fabriqué par l'entreprise finlandaise multinationale de télécommunications Nokia. Il est monobloc et équipé d'un écran tactile capacitif AMOLED.
Le C7 a été le premier ordiphone au monde à disposer de la capacité NFC,.

## Description
Long de 11,7 cm et large de 5,7 cm, le Nokia C7 pèse 130 g, batterie incluse. Ce téléphone mobile est doté du système d'exploitation Symbian OS pour Nokia.

## NFC
Le C7 est livré avec une puce NFC intégrée, mais la puce n'a été activée que quelques mois plus tard, avec la sortie de Symbian Anna, une nouvelle version du système d'exploitation. La fonctionnalité peut être utilisée pour coupler avec des casques, lire des tags NFC, ou, via le logiciel de commerce électronique AirTag, être utilisé pour accumuler des points de fidélité ou récupérer des coupons de réduction.